# 내가 죽기 일주일 전
《내가 죽기 일주일 전》은 2025년 4월 3일부터 2025년 4월 17일까지 방송중인 TVING 목요드라마다.

## 기획 의도
세상을 등지고 청춘을 흘려보내던 희완 앞에 첫사랑 람우가 저승사자가 되어 나타나며 벌어지는 청춘 판타지 로맨스

## 제작진

### 제작사
- CJ ENM
- 스튜디오몬도

### 제작
- 김광수

### 크리에이터
- 노덕

### 극본
- 송현주
- 장인정

### 연출
- 김혜영
- 최하나

## 등장 인물

### 주요 인물
- 공명 : 김람우 역
- 김민하 : 정희완 역
- 정건주 : 이홍석 역
- 오우리 : 윤태경 역

### 주변 인물
- 고창석 : 정일범 역
- 서영희 : 김정숙 역

### 특별 출연
- 정라엘 : 방지수 역 (2회)
- 심은경 : 영현 역 (3회)

## 수상 목록
- 2025년 제4회 청룡시리즈어워즈 신인여우상 (김민하)

## 참고 사항
- 부산국제영화제에서 2024년 10월 3일에 공개했다.
- 극 중 고등학교 시절의 배경은 2018년이다.